# Горан Радуловић Бимбо
Горан Радуловић "Бимбо" (Ливно, 3. новембар 1961 — Бијело брдо, код Дервенте, 3. септембар 1992), бањалучки музичар, био је командир извиђачког вода „Бимбо“ у саставу 3. батаљона 327. моторизоване бригаде Војске Републике Српске.

## Биографија
Рођен је у Ливну 1961. године, недуго након рођења његови родитељи се враћају у Вуковско код Купреса гдје су радили као просвјетни радници. Надимак Бимбо носио је још одмалена. Породица се 1964. поново сели, овај пут у село Масловаре код Котор Вароша гдје је Горан кренуо у основну школу "Драган Бубић". Као одличан ђак успио је да две године школовања заврши као једну. У Бања Луку долазе 1973. Остатак основног школовања завршио је у Бања Луци. Након чега уписује Реалну гимназију у Бања Луци. Матурирао је 1978/1979. као најмлађи матурант Гимназије.
Посебно се истицао у раду и активностима при музичкој секцији. Музика му је била главна преокупација у слободном времену. Био је један од даровитијих бањалучких музичара и пјевача. Свирао је гитару и хармонику. Основао је музичку групу „Мајске птице“ са којом учествује на такмичењу Гитаријада у Бања Луци. Недуго након тога ова група је распуштена, а Горан оснива нову групу под називом „Ребуси“. Био је члан Савеза удружења естрадних радника СР БиХ. Уписује Правни факултет у Бања Луци, али исти ускоро напушта да би засновао радни однос у предузећу „Чајавец“, гдје је провео више од десет година. У периоду од 7. до 22. августа 1980. завршио је обуку из војних знања и вјештина у Оперативном наставном центру "Мањача". Своју хуманост показао је и као добровољни давалац крви. Био је ожењен и отац једног дјетета.

## Ратни пут
Мобилисан је 15. септембра 1991. у Територијалну одбрану Бања Лука. Већ 3. октобра 1991. одлази на западнославонско ратиште. Почетком 1992. људство из ове јединице улази у састав 3. (Бањалучког) батаљона, 327. моторизоване бригаде ВРС. Батаљоном је командовао капетан Велимир Вукајловић. У касарни на Раковачким барама у прољеће 1992. формиран је вод за противдиверзантска дејства у оквиру 3. батаљона. Припадник овог вода био је и Горан Радуловић Бимбо који пролази специјалистичку обуку. Ускоро Радуловић, као старији водник постаје и командир извиђача у овом батаљону који је назван по њему – „Бимбо“. Његова јединица одлази у Западну Славонију гдје у борбама, око Окучана, бива рањен 8. марта 1992. у предјелу лијеве поткољенице и стомака. Установљен му је инвалидитет од 30% и додијељена му је IX категорија инвалидности. По опоравку у Војно медицинском центру у Бања Луци, враћа се у своју ратну јединицу, која је, у међувремену, 9. маја 1992. отишла на дервентско ратиште. Ова јединица је учествовала у операцији "Коридор 92" у саставу Треће тактичке групе којом је командовао пуковник Славко Лисица. На свом путу јединица ослобађа село Смртиће, Мишковце, Дервентски луг, заједно са осталим јединицама Дервенту (4. јула 1992.), а након тога Бабино брдо, Марковац и Бијело брдо.

## Погибија
Извиђачки вод „Бимбо“ добио је задатак да ослободи коту 206, највиши врх Бијелог брда. Група од десетак извиђача извршила је задатак без губитака. При покрету за Липице група је упала у засједу ХВО. Том приликом смртно су настрадали Горан Радуловић – Бимбо, Горан Радић, Кемал Чаушевић, Босиљко Марковић и Драган Вукелић. Сахрањен је на бањалучком гробљу "Свети Пантелија". Годину дана послије погибије, 3. септембра 1993. на Бијелом брду код Дервенте откривено је спомен-обиљежје Горану Радуловићу и његовим погинулим саборцима Воји Кајкуту, Марију Пуљићу, Босиљку Марковићу и Горану Радићу. На самом мјесту погибије постављена је спомен плоча. На њој је исписано „Горане са овог места кренуо си први али последњи пут жртвујући своје животе твојиборци су наставили твој пут. Посавина памти Бимбу“.
Бимбо је био истински херој, по њему би требало да се назове једна улица у Бањој Луци. Њега ће се се сви борци у нашој јединици са поносом сјећати. Био је човјек одважан, без страха, у окршајима увијек испред својих бораца. У њега смо имали велико повјерење. Знао је како свако од нас дише, много пута нас је развеселио, храбрио пред битке. Кад га видиш у бици, чини ти се да имаш и ти сто живота. Херојски је изгубио живот. Усташки митраљески рафал га је сасјекао заједно са његовим саборцима Радићем, Цигом и Кемом. - Небојша Бојанић, Радуловићев саборац јула 1992. 

## Одликовања и признања
Указом Предсједника Републике Српске од 30. маја 1996. одликован је Медаљом заслуга за народ. Указом Предсједника Републике Српске од 14. септембра 2004. одликован је Орденом Милоша Обилића, а на иницијативу Удружења припадника 2. крајишке бригаде ВРС. У знак захвалности и сјећања на овог борца једна улица у Бања Луци носи његово име.

## Удружење
Удружење „Горан Радуловић Бимбо“ је формирано 25. новембра 1992. за предсједник удружења постављен је капетан Велимир Вукајловић. Главни циљ овог удружења је било стипендирање дјеце погинулих бораца, првенствено из састава Бањалучког батаљона. Током свог рада удружење је подијелило преко 400 стипендија дјеци погинулих бораца.